# Hongshengtempel van Ap Lei Chau
De Hongshengtempel van Ap Lei Chau is een daoïstische tempel gewijd aan de Chinese god Hongsheng. De tempel ligt op het voormalige eiland Ap Lei Chau van Hongkong. Het gebouw staat op de Hongkongse lijst van beschermde historische gebouwen graad 1. De tempel werd in 1773 gebouwd door de lokale vissersbevolking. Het is het oudste gebouw van Southern District. Het gebouw bestaat uit een voorhal en hoofdhal.